# Ignacio Manuel Altamirano, Veracruz
Ignacio Manuel Altamirano är en ort i Mexiko.   Den ligger i kommunen Alto Lucero de Gutiérrez Barrios och delstaten Veracruz, i den sydöstra delen av landet, 280 km öster om huvudstaden Mexico City. Ignacio Manuel Altamirano ligger 427 meter över havet och antalet invånare är 132.
Terrängen runt Ignacio Manuel Altamirano är kuperad. Runt Ignacio Manuel Altamirano är det ganska glesbefolkat, med 48 invånare per kvadratkilometer. Närmaste större samhälle är Villa Emilio Carranza, 18,4 km nordväst om Ignacio Manuel Altamirano. Omgivningarna runt Ignacio Manuel Altamirano är en mosaik av jordbruksmark och naturlig växtlighet.